# Limnonectes taylori
Limnonectes taylori es una especie de anfibio anuro de la familia Dicroglossidae.

## Distribución geográfica
Esta especie es endémica de Tailandia. Habita en las provincias de Chiang Mai, Mae Hong Son, Lampang, Nan y Tak entre los 650 y 1650 m sobre el nivel del mar. Su presencia es incierta en Birmania.

## Etimología
Esta especie lleva el nombre en honor a Edward Harrison Taylor.

## Publicación original
- Matsui, Panha, Khonsue & Kuraishi, 2010: Two new species of the "kuhli" complex of the genus Limnonectes from Thailand (Anura: Dicroglossidae). Zootaxa, n.º 2615, p. 1-22.[4]